# Warszyn (województwo pomorskie)
Warszyn (dodatkowa nazwa w j. kaszub. Warszëno) – osada leśna w Polsce, w województwie pomorskim, w powiecie chojnickim, w gminie Brusy. Wchodzi w skład sołectwa Kaszuba.
Do 2023 miejscowość była osadą leśną wsi Kaszuba.
W latach 1975–1998 Warszyn administracyjnie należał do województwa bydgoskiego.